# Калифорнийски залив
Калифорнийският залив (на испански: Golfo de California, на английски: Gulf of California) е залив на Тихия океан, край северозападните брегове на Мексико, разположен между континента на изток и полуостров Долна Калифорния на запад. Дължината му от север-северозапад на юг-югоизток е 1126 km, а ширината – от 48 до 240 km. Ширината на входа (между нос Пястла на континента и „върха“ на полуостров Долна Калифорния) е 260 km. Площта му е около 177 000 km², а дължината на бреговата линия около 4000 km. Дълбочината му се увеличава от 34 m в най-вътрешната му част до 3292 m към входа.
Западните му брегове са предимно високи, стръмни, на места скалисти, а източните – предимно ниски, плоски, на североизток пустинни. В залива са разположени и многочислени острови, като по-големите са: Тибурон (1201 km²), Анхел де ла Гуарда (931 km²), Кармен, Сан Хосе, Сералво, Еспирито Санто и др. От север, във „върха“ на Калифорнийския залив се влива река Колорадо, а други по-големи реки, вливащи се от изток са Фуерте, Майо, Синалояа, Сонора, Яки. Климатът е субтропичен. Повърхностните течения образуват кръговрат по посока на часовниковата стрелка. Температурата на водата през зимата е от 15°С на северозапад до 21°С на югоизток, а през лятото до 28°С. Солеността е 35,1 – 35,5‰, а на север, а около устието на река Колорадо намалява до 30‰. Приливите са неправилни, полуденонощни, с височина до 2,9 m. В залива обитават много видове риба, като с промишлено значение са тон, калкан, скумрия, морски език и др. Концентрацията на вида планктон Ciliata infusoria оцветява водата в различни оттенъци на червеното. Заливът е включен е в списъка на природното и културно наследство на ЮНЕСКО. Най-големите пристанищни градове са: Ла Пас, Гуаймас, Сан Фелипе.<ref name="bse">
През 1528 г. испанският конкистадор Нуньо Гусман открива входа на Калифорнийския залив, а през 1537 – 1538 г. Андрес Тапия – източния бряг на залива до 29°С.ш. През 1539 – 1540 г. друг испански конкистадор Франсиско де Ульоа завършва откриването на източния бряг на залива, след което открива устието на река Колорадо и цялото западно крайбрежие, като му прави първото подробно описание.